# نودوزق
نودوزق یکی از روستاهای استان آذربایجان شرقی است که در دهستان تیرچایی بخش کندوان شهرستان میانه واقع شده‌است و در تلفظ ترکی آذربایجانی به آن (نووادیز) میگویند؛ این روستا در ٢۴ کیلومتری شهر میانه و در قسمت شمال شرقی شهرستان میانه قرار دارد. در قسمت جنوبی روستا، روستای کزرج و جنوب غربی روستا، روستاهای آونیلق و صومعه کبودین و در قسمت شمال غربی روستای ونجان قرار دارد.
محله بندی روستا
روستای نودوزق در کل به سه محله تقسیم‌بندی می‌شود که اولین محله آن (یوخاری تنگه) به معنای محله بالایی است که بخاطر واقع شدن در قسمت بالایی روستا و همچنین وجود خانه‌های اربابی درگذشته در این قسمت به این نام نامگذاری شده و در این محله چشمه ای قرار دارد که برای استفاده اهالی است. محله دوم به محله (آرا تنگه) به معنای محله وسطی است که بخاطر واقع شدن در قسمت میانی روستا به این نام نامگذاری شده‌است. محله سوم به محله (آشاغی تنگه) به معنای محله پایین است که از نام آن مشخص است به علت واقع شدن در قسمت پایینی روستا به این نام مشهور و شناخته شده‌است.
استقرار و مکانیابی روستا
روستای نودوزق در کنار رودخانه کلمز و در زمین‌هایی مسطح به وجود آمده که از طرف رودخانه ابتدا: رودخانه سپس خانه‌های مسکونی و پس از آن زمین‌های زراعی وجود دارند ولی باغات کمی در آن طرف رودخانه وجود دارند که با گذر از پلی که بر رودخانه کلمز قرار دارد می‌توان به آن‌ها دسترسی پیدا کرد.
بافت روستا
تاریخ احداث روستای نودوزق دست کم به ٣۰۰ الی ۴۰۰ سال پیش می‌رسد که هسته اولیه روستا از خانه اربابی شروع شده که طبق گفته اهالی حداقل در بیش از ۱۰۰ یا ٢۰۰ سال پیش ساخته شده و کم کم و با گذر زمان به سمت جنوب شرقی گسترش یافت. ولی در سال‌های اخیر بافت قدیمی و کهن روستا کم کم از بین رفته و روستاییان خانه هایشان را از نو و به حالت امروزی ساختند؛ در این بین تعداد چند خانه به صورت قدیمی و اصلی خود باقی مانده بودند که با اجرای طرح هادی قسمتی از ساختمان آن‌ها تخریب و به شکل امروزی بازسازی شده‌اند.
طرح هادی روستا
با اجرای طرح هادی تمامی محله‌ها و کوچه‌های روستا جدول کشی شدند که از محله بالایی شروع شده و تا رودخانه امتداد دارد؛ با اجرای این پروژه اکثر روستاییان خانه‌های خود را عقب نشینی کردند و باعث تعریض کوچه‌ها و خیابان‌ها شدند.
وجه تسمیه روستا
نووادیز ساخته شده از دو کلمه جداگانه (نووا: به معنی شیار یا دره) و (دوز: به معنی سطح صاف یا هموار) که ترکیب این دو واژه کلمه نوادیز را پدید می آورند که بیانگر شکل کلی روستا است که از طرف بالایی روستا به سمت پایینی (بسمت رودخانه) آن حرکت میکنیم شیب زمین را احساس میکنیم. مثل اینکه هسته اصلی درّه در کنار رودخانه کلمز واقع شده‌است.
نودوزق نیز خود از دو کلمه (نو: تازه، جدید) و (دوزق: ساختن، بنا نهادن، چیدن) ساخته شده‌است.
شغل اهالی روستا
اهالی روستا اکثراً دامدار و کشاورز هستند آن‌ها برای تأمین غذای دام و امرار معاش زراعت و باغداری نیز میکنند؛ که محصولات زراعی شامل (گندم، جو، یونجه و گاهاً نخود و عدس) است و محصولات باغات آن‌ها شامل (سیب، زردآلو، گردو، سنجد، گلابی و آلو) است.
گردآورنده: محمدرضا نعمتی
تفسیر کلمه نووادیز (Novadiz)
نووادیز اسم روستایی در بخش کندوان؛ دهستان تیرچای شهرستان میانه که به صورت تغییر داده شدهٔ (نودوزق) نوشته می‌شود.
"نووادیز" اسمی مرکب است  که از واژه های  'نووا' و 'دیز' ساخته شده‌است.
(نؤوه و نؤوا) در زبان ترکی آذربایجانی به معنی {هسته یا مرکز} است .
دیز در زبان ترکی به معنای زانو و مکان مرتفع است.
"واژه ی دیز در اسامی مناطق مختلف آذربایجان بکار رفته است، به مفهوم مکان بلند و تپه می باشد." و در اسامی قدیمی اکثراً به معنی قلعه بکار رفته است.
واژه‌های "دز" و "دژ" که به معنی قلعه و حصار می‌باشند از واژه‌های فوق ایجاد شده‌اند.
با توجه به مطالب فوق، نووادیز به مفهوم مکان بلند مرکزی یا قلعه مرکزی بوده و آبادی نووادیز آبادی ایجاد شده در جوار آن است  که اسم خود را از اسم قلعه یا مکان مرتفع مجاور گرفته‌است.
بنابراین مفهوم لُغوی روستای نووادیز، آبادی قلعه مرکزی خواهد بود.
منابع:
۱. فرهنگ آذربایجانی فارسی، بهزاد بهزادی، صفحه ۱۰۴۵
٢. دیوان لغات الترک، محمود کاشغری، مترجم دکتر صدیق، صفحه ۴٩٢
٣. نگاهی به واژه‌های اساطیری آذربایجان، صمدچایلی، صفحه ۱٣٢
گرد آوری شده از:
کتاب نگاهی نوین به معانی اسامی روستاهای شهرستان میانه
نویسنده کتاب: دکتر فیروز سیمین فر
گردآورنده: محمدرضا نعمتی
موقعیت جغرافیایی روستای نودوزق
لینک نقشه روستای نودوزق بر روی نقشه google
http://maps.google.com/?ie=UTF8&t=h&ll=37.600292,47.678518&spn=0.031009,0.055017&z=14
با استفاده از این لینک می‌توانید از نقشه ماهواره ای روستا دیدن فرمایید.